# Liste des US Routes au Delaware
Les US Routes au Delaware font partie du réseau des US Routes. Celles-ci sont entretenues par le Delaware Department of Transportation (DelDOT). 

## Liste
| Numéro | Longueur (mi) | Longueur (km) | Terminus sud / ouest                                    | Terminus nord / est                                                 | Créée | Notes                            |
| ------ | ------------- | ------------- | ------------------------------------------------------- | ------------------------------------------------------------------- | ----- | -------------------------------- |
| US 9   | 31,04         | 49,95         | US 13 à Laurel                                          | Traversier Cape May–Lewes à Lewes                                   | 1974  |                                  |
| US 13  | 103,33        | 166,29        | US 13 à la frontière du Maryland à Delmar               | US 13 à la frontière de la Pennsylvanie près de Claymont            | 1926  |                                  |
| US 40  | 17,18         | 27,65         | US 40 à la frontière du Maryland près de Glasgow        | I-295 / US 40 à la frontière du New Jersey près de Wilmington Manor | 1926  |                                  |
| US 113 | 37,26         | 59,96         | US 113 à la frontière du Maryland à Selbyville          | DE 1 près de Milford                                                | 1926  |                                  |
| US 202 | 12,65         | 20,36         | US 13 / US 40 / DE 141 près de l'Aéroport de New Castle | US 202 à la frontière de la Pennsylvanie près de Brandywine         | 1934  | Replaced US 122                  |
| US 301 | 11,29         | 18,17         | US 301 à la frontière du Maryland près de Warwick, MD   | DE 1 à Biddles Corner                                               | 1959  | Autoroute à quatre voies à péage |
|        |               |               |                                                         |                                                                     |       |                                  |